# Boden (Neukirchen-Balbini)
Boden ist ein Gemeindeteil des Marktes Neukirchen-Balbini im Landkreis Schwandorf Regierungsbezirk Oberpfalz im Freistaat Bayern.

## Geografie
Boden liegt am Bodenmühlbach, je einen Kilometer nordwestlich von Neukirchen-Balbini, südwestlich der Staatsstraße 2040 und nordwestlich der Staatsstraße 2150.

## Geschichte
Boden (auch: Podem, Poden) wurde im Herzogsurbar von 1285 mit Naturalzins von 3 Hufen verzeichnet. Es wurde 1462 in einem Vidimus des Abtes Caspar Wildpart vom Kloster Frauenzell für das Kloster Walderbach aufgeführt. Boden gehörte zu denjenigen Orten des Landrichteramtes Neunburg vorm Wald, die dem Kloster Walderbach zinspflichtig waren. Es wurde im Sal- und Urbarbuch des Klosters Prüfening aus dem 15. Jahrhundert als Klosterbesitz aufgeführt.
Neunburg wurde zu Beginn des 16. Jahrhunderts in ein Inneres und ein Äußeres Gericht unterteilt. Das Innere Gericht umfasste den Ostteil des Gebietes und das Äußere Gericht den Westteil. Die Grenze zwischen Innerem und Äußerem Gericht verlief von Norden nach Süden. Die Ortschaften Oberauerbach, Fuhrn und Taxöldern gehörten zum Äußeren Amt, während Boden, Grasdorf, Luigendorf und Pingarten zum Inneren Amt gehörten. Wie aus dem Musterungsregister hervorgeht, hatte es 1522 5 Mannschaften.
Laut Amtsverzeichnis von 1622 hatte Boden 3 Höfe, 4 Güter, 1 Sölde, 1 Mühle. Im Steuerbuch von 1631 wurden für Boden 2 Höfe, 4 Güter, 1 Häusel, 1 Mühle, 51 Rinder, 3 Schweine, 1 Ziege, 14 Bienenstöcke aufgeführt. Die Steuer betrug 22 Gulden 9 Kreuzer. 1661, nach dem Dreißigjährigen Krieg, hatte Boden nur noch 3 Mannschaften, 2 Höfe, 4 Güter, 1 Gütel, 1 Häusel, 1 Mühle, 1 Inwohner (Feldknecht), 38 Rinder, 2 Schweine, 2 Ziegen. Die Steuer betrug 10 Gulden 9 Kreuzer.
Gegen Ende des 18. Jahrhunderts gehörte das Dorf Boden mit der niederen Gerichtsbarkeit zum Stift Fuhrn. Die hohe Gerichtsbarkeit über Boden übte das Amt Wetterfeld aus. Die Landfahnen unterstanden dem Amt Neunburg. 1783 war Boden Hofmark und gehörte dem Kloster Walderbach. Es hatte 2 Höfe, 10 Häuser und 66 Seelen. 1808 hatte Boden 9 Anwesen, 1 Müller, 2 Weber. Die Eigentümer waren Seebauer, Hofmann, Bauer, Leitl, Schwarz, Probst, Thanner, Lachner, Simmet.
1808 wurde die Verordnung über das allgemeine Steuerprovisorium erlassen. Mit ihr wurde das Steuerwesen in Bayern neu geordnet und es wurden Steuerdistrikte gebildet. Dabei kam Boden zum Steuerdistrikt Kleinwinklarn, der aus den Ortschaften Kleinwinklarn mit 15 Anwesen, Boden mit 10 Anwesen, Jagenried mit 8 Anwesen, Kitzenried mit 7 Anwesen, Poggersdorf mit 5 Anwesen, Wolfsgrub mit 3 Anwesen, Etzmannsried mit 2 Anwesen und Stadlhof mit 1 Anwesen bestand.
1820 wurden im Landgericht Neunburg vorm Wald Ruralgemeinden gebildet. Dabei wurde Boden Ruralgemeinde. Zur Ruralgemeinde Boden gehörten die Dörfer Boden mit 10 Familien, Goppoltsried mit 6 Familien, die Weiler Etzmannsried mit 2 Familien, Hippoltsried mit 3 Familien, Oed mit 2 Familien und die Einöden Rodlseign mit 1 Familie, Stadlhof mit 1 Familie und Wirnetsried mit 1 Familie.
Im Zuge der Gebietsreform in Bayern wurde 1972 die Gemeinde Boden aufgelöst und nach Neukirchen-Balbini eingemeindet.
Bereits 1582 gehörte Boden zur Pfarrei Neukirchen-Balbini. 1997 hatte Boden 49 Katholiken.

## Einwohnerentwicklung ab 1783
| Jahr | Einwohner   | Gebäude |
| ---- | ----------- | ------- |
| 1783 | 66          | k. A.   |
| 1809 | 55          | k. A.   |
| 1820 | 10 Familien | k. A.   |
| 1838 | 68          | 9       |
| 1861 | 84          | 27      |
| 1871 | 68          | 37      |
| 1885 | 72          | 12      |
| 1900 | 58          | 11      |

| Jahr | Einwohner | Gebäude |
| ---- | --------- | ------- |
| 1913 | 69        | 10      |
| 1925 | 69        | 13      |
| 1950 | 65        | 11      |
| 1961 | 46        | 11      |
| 1970 | 54        | k. A.   |
| 1987 | 49        | 14      |
| 2011 | 44        | k. A.   |